# Task Force Leatherneck
La Force opérationnelle Leatherneck ou MEB-Afghanistan est une force opérationnelle air-sol maritime (MAGTF) du corps des Marines des États-Unis opérant dans la province de Helmand, en Afghanistan. Le nom fut initialement donné à la 2e Marine Expeditionary Brigade (MEB) lors de ses opérations 2009-2010 pour l'opération Enduring Freedom dans le cadre du Commandement régional Sud. C'est également le nom utilisé par la 1re Division des Marines et la 2e Division des Marines lors de leurs déploiements en Afghanistan. La Force opérationnelle Leatherneck est commandée par le Brigadier-général Lawrence D. Nicholson avec l'élément de commandement au Camp Leatherneck. Le groupe de travail a pris le contrôle de l'espace de combat du MAGTF à but spécial-Afghanistan le 29 mai 2009. En juillet 2009, la Force opérationnelle Leatherneck a participé à l'opération Strike of the Sword (opération Khanjar), la plus grande opération du Corps des Marines depuis la bataille de Fallujah, puis en février 2010 une bataille encore plus grande, la plus grande de la campagne afghane, l'opération Moshtarak (Opération ensemble). 

## Ordre de bataille
La Force opérationnelle Leatherneck comprenait deux équipes de combat régimentaires et quatre bataillons distincts comptant environ 10 700 personnes. 

### Opération Enduring Freedom 9.2

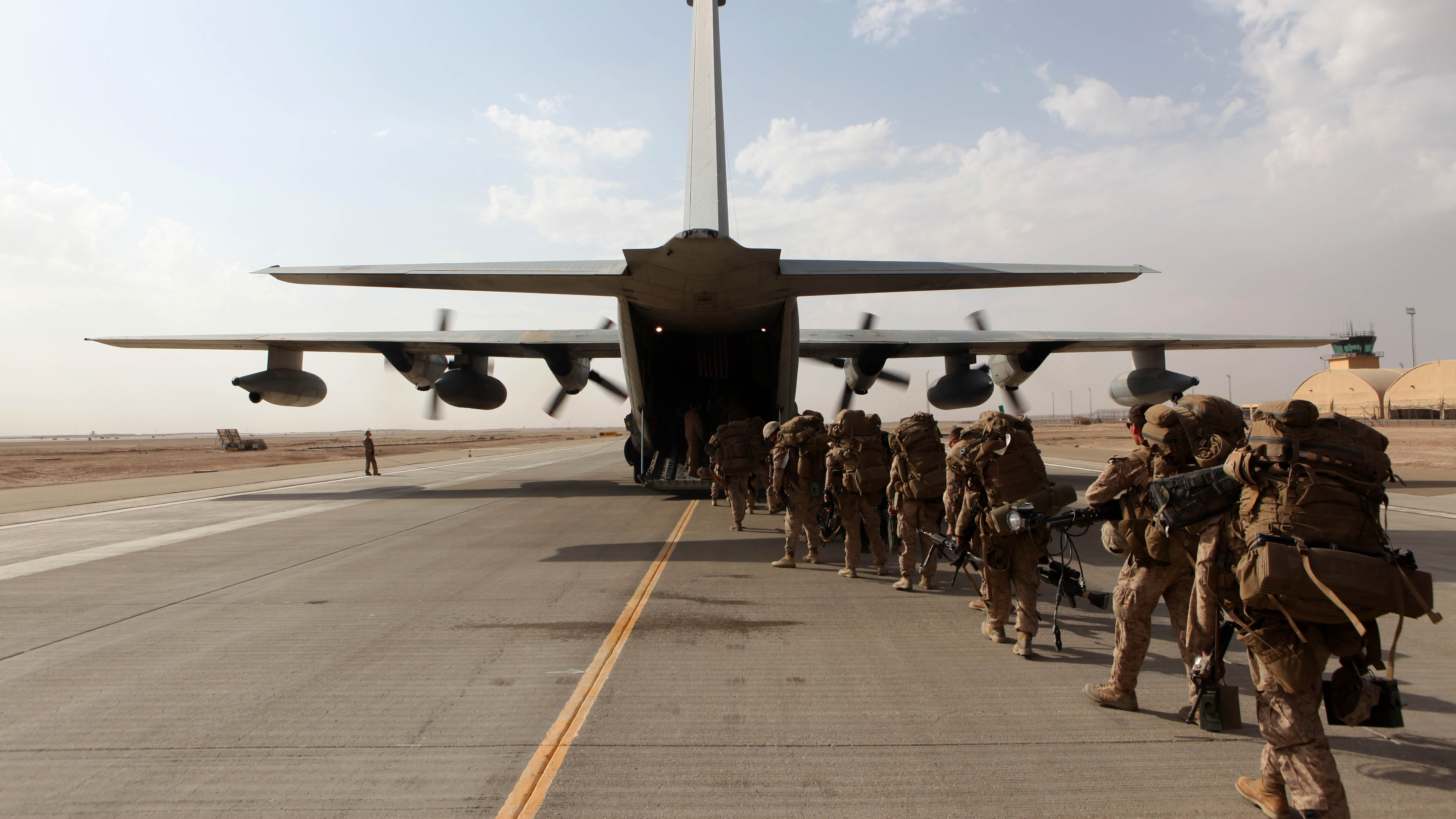
HELMAND PROVINCE, Afghanistan - Marines et marins de la MEB - Afghanistan embarquant dans un avion KC-130 sur la piste du Camp Bastion, le 27 octobre 2014. Le Marine Corps a terminé sa mission dans la province de Helmand, en Afghanistan la veille et tous les Marines, marins et militaires du Royaume-Uni se sont retirés du sud-ouest de l'Afghanistan. Photo par: SSgt John Jackson

- 2nd Marine Expeditionary Brigade (2nd MEB) / Task Force Leatherneck (TFL) / Feb 2009 - Mar 2010

5e Bataillon 10e Marines (5 / 10e Marines) - Groupe du quartier général de la brigade (BHG) 
Batterie du quartier général, 5e bataillon, 10e Marines (HQ Battery 5 / 10th Marines) - Quartier général et compagnie de quartier général
Batterie F, 2e bataillon, 10e Marines (Fox 2 / 10e Marines) - Force de combat tactique (TFC)
Batterie R, 5e bataillon, 10e Marines (Romeo 5 / 10e Marines) - Force de combat tactique (TFC)
Compagnie de police militaire, (BPC) Bataillon du quartier général, 2e Division des Marines (Bataillon HQ 2e division maritime) - Équipes de mentorat de la police (PMT) et prévôt (PMO)
34e Escadron, Royal Air Force Regiment (34e Escadron RAF Regiment) - Compagnie de protection des forces (compagnie FP)
3e Régiment de Marines (RCT 3) 
2nd Battalion 3rd Marines (2/3 3rd Marines)
1er Bataillon 5e Marines (1 / 5e Marines)
2nd Battalion 8th Marines (2/8th Marines)
3e Bataillon 11e Marines (3/11e Marines)
Batterie N 5e Bataillon 14e Marines (N / 5 / 14e Marines) 
Compagnie D, 2e Bataillon d'assaut amphibie (D / 2e AAB) (Compagnie MRAP)
Détachement L, 4e Groupe des affaires civiles (L / 4e CAG)
2e Bataillon de reconnaissance blindé léger (-) (2e LARB)
Détachement, 2e Bataillon de reconnaissance
Détachement, 2nd Air Naval Gunfire Liaison Company (2nd ANGLICO)
Détachement, 3e Bataillon radio
Marine Aircraft Group 40 (MAG 40)
Régiment de logistique de combat 2 (CLR 2)
- 1re division maritime (avant)

Quartier général du bataillon, 1re division maritime (HQ Battalion 1st Marine Division) 
2nd Battalion, 11th Marines (2 / 11th Marines)
3e Bataillon du génie de combat (3e CEB)
1er bataillon de reconnaissance (1er bataillon de reconnaissance)
- Équipe de combat régimentaire 5 (RCT 5)

2e Bataillon, 9e Régiment de Marines (2 / 9e Régiment de Marines)
2e Bataillon, 6e Régiment de Marines (2 / 6e Régiment de Marines)
3e Bataillon, 3e Régiment de Marines (3 / 3e Régiment de Marines)
1er Bataillon de reconnaissance blindé léger (1er LARB)
Bataillon de logistique de combat 1 (CLB 1)
- Équipe de combat régimentaire 6 (RCT 6)

1er Bataillon, 8e Marines (1 / 8e Marines)
2e Bataillon, 5e Marines (2 / 5e Marines)
1er Bataillon, 7e Marines (1 / 7e Marines)
31e bataillon géorgien

### Opération Enduring Freedom 10.1
- 2e Brigade expéditionnaire des Marines (2e MEB)

5e Bataillon 10e Marines (5 / 10e Marines) - Groupe du quartier général de la brigade (BHG) 
Batterie du quartier général 3e bataillon 10e Marines (batterie HQ 3/10) - Quartier général et compagnie de service (H&S)
Compagnie A, 4e Bataillon de reconnaissance blindé léger (Alpha 4e LARB) - Force de combat tactique (TFC)
Compagnie de police militaire, bataillon du quartier général, 1re division maritime - Équipes de mentorat de la police (PMT) et grand prévôt (PMO)
3 e Escadron, Royal Air Force Regiment (3 e Escadron RAF Regiment) - Compagnie de protection des forces (compagnie FP)
7e Régiment de Marines (RCT 7) 
1er Bataillon 3e Marines (1 / 3e Marines)
3e Bataillon, 4e Marines (3 / 4e Marines)
2e Bataillon 2e Marines (2 / 2e Marines)
3e Bataillon 7e Marines (3 / 7e Marines)
3e Bataillon 10e Marines (3 / 10e Marines)
Compagnie B, 2e Bataillon d'assaut amphibie (Bravo 2e AAB) (Compagnie MRAP )
Détachement M, 4e Groupe des affaires civiles (M / 4e CAG)
2e Bataillon de reconnaissance blindé léger (-) (2e LAR)
Détachement 3e Bataillon de reconnaissance
Détachement 2nd Air Naval Gunfire Liaison Company (ANGLICO)
Détachements 1st & 3rd Air Naval Gunfire Liaison Company (ANGLICO)
Marine Aircraft Group 40 (MAG 40)
Régiment de logistique de combat 2 (CLR 2)

## Commandants
- 2e Brigade expéditionnaire de marine entre 2009 et mars 2010
- Brigadier-général Joseph Osterman entre mars 2010 et 15 mars 2011 (1re Division maritime (avant)) [5]
- Brigadier-général Lewis A. Craparotta entre le 15 mars 2011 et le 25 février 2012 (2nd Marine Division (avant))
- Brigadier-général Lawrence D. Nicholson